# Drużno (Ermland-Mazurië)
Drużno (Duits: Drausenhof) is een plaats in het Poolse district  Elbląski, woiwodschap Ermland-Mazurië. De plaats maakt deel uit van de gemeente Elbląg en telt 90 inwoners.